# Ranunculus pollinensis
Ranunculus pollinensis är en ranunkelväxtart som först beskrevs av Nicola Terracciano, och fick sitt nu gällande namn av Emilio Chiovenda. Ranunculus pollinensis ingår i släktet ranunkler, och familjen ranunkelväxter. Inga underarter finns listade i Catalogue of Life.